# Lovely Girls Anthem
「Lovely Girls Anthem」（ラブリー・ガールズ・アンセム）は、麻生夏子の楽曲。彼女の9枚目のシングルとして2012年2月8日にLantisから発売された。

## 概要
前作「エウレカベイビー」から6ヵ月ぶりのリリースであり、2012年1枚目のシングル。表題曲「Lovely Girls Anthem」は、テレビアニメ『探偵オペラ ミルキィホームズ 第2幕』のエンディングテーマとして起用された。自身の楽曲がテレビアニメの主題歌として起用されるのは1枚目のシングル「Brand New World」から9作連続である。なお、「Project MILKY HOLMES」の各作品の主題歌として起用されるのは初めてとなる。また本作にはミュージック・ビデオが製作されており、本シングルにDVDとして同梱されている。
本曲は『探偵オペラ ミルキィホームズ 第2幕』エンディングテーマに起用された女の子ワールド全開の楽曲で、歌詞にも女の子が女子力を上げ、男の子がそれを垣間見ている様子が反映されている。
カップリングの「Merry-go-round」の歌詞には、メリーゴーランドやライブでの観客のタオルが回ったり、多忙のため「グルグル頑張ってる私」という意味が込められている。

## 収録曲
1. Lovely Girls Anthem
作詞：こだまさおり、作曲・編曲：平田祥一郎[4]
『探偵オペラ ミルキィホームズ 第2幕』エンディングテーマ
2. Merry-go-round [4:27]
作詞：岩田アッチュ、作曲・編曲：中土智博[4]
3. Lovely Girls Anthem （instrumental）
4. Merry-go-round （instrumental）

DVD
1. Lovely Girls Anthem （MUSIC VIDEO）